# Campionati europei di atletica leggera 2024 - Lancio del giavellotto maschile
La gara del Lancio del giavellotto maschile dei campionati europei di atletica leggera 2024 si è svolta l'11 e il 12 giugno allo Stadio Olimpico di Roma, in Italia.

## Podio
| Pos.    | Atleta          | Nazionalità | Risultato | Note                                     |
| ------- | --------------- | ----------- | --------- | ---------------------------------------- |
| Oro     | Jakub Vadlejch  | Rep. Ceca   | 88,65 m   | Miglior prestazione personale stagionale |
| Argento | Julian Weber    | Germania    | 85,94 m   |                                          |
| Bronzo  | Oliver Helander | Finlandia   | 85,75 m   | Miglior prestazione personale stagionale |

## Situazione pre-gara

### Record
Prima di questa competizione, il record del mondo, il record europeo e il record dei campionati erano i seguenti.
| Record                | Prestazione | Atleta                      | Data                              | Competizione |
| --------------------- | ----------- | --------------------------- | --------------------------------- | ------------ |
| Record mondiale       | 98,48 m     | Jan Zelezny Rep. Ceca       | 25 maggio 1996 Jena, Germania     |              |
| Record europeo        | 98,48 m     | Jan Zelezny Rep. Ceca       | 25 maggio 1996 Jena, Germania     |              |
| Record dei campionati | 89,72 m     | Steve Backley Gran Bretagna | 23 agosto 1998 Budapest, Ungheria | Europei 1998 |

### Campione in carica
Il campione in carica a livello europeo era:
| Campione | Atleta                | Prestazione | Data e luogo                               | Competizione |
| -------- | --------------------- | ----------- | ------------------------------------------ | ------------ |
| Europeo  | Julian Weber Germania | 87,66 m     | 21 agosto 2022 Monaco di Baviera, Germania | Europei 2022 |

### La stagione
Prima di questa gara, gli atleti con le migliori tre prestazioni europee dell'anno erano:
| Pos. | Atleta                   | Prestazione | Data e luogo                     |
| ---- | ------------------------ | ----------- | -------------------------------- |
| 1    | Max Dehning Germania     | 90,20 m     | 25 febbraio 2024 Halle, Germania |
| 2    | Jakub Vadlejch Rep. Ceca | 88,38 m     | 10 maggio 2024 Doha, Qatar       |
| 3    | Julian Weber Germania    | 88,37 m     | 24 maggio 2024 Dessau, Germania  |

## Risultati

### Qualificazioni
Accedono alla finale gli atleti di ogni gruppo che raggiungono la misura di 82,00 m (Q) o le 12 migliori misure (q).
| Pos. | Gruppo | Atleta                   | Nazionalità | 1ª prova | 2ª prova | 3ª prova | Misura | Note |
| ---- | ------ | ------------------------ | ----------- | -------- | -------- | -------- | ------ | ---- |
| 1    | B      | Julian Weber             | Germania    | 78,76    | 80,18    | 85,01    | 85,01  | Q    |
| 2    | A      | Edis Matusevičius        | Lituania    | 78,88    | 79,60    | 84,82    | 84,82  | Q    |
| 3    | A      | Oliver Helander          | Finlandia   | 84,35    |          |          | 84,35  | Q    |
| 4    | B      | Jakub Vadlejch           | Rep. Ceca   | 83,36    |          |          | 83,36  | Q    |
| 5    | B      | Toni Keränen             | Finlandia   | 76,64    | 82,77    |          | 82,77  | Q    |
| 6    | A      | Patriks Gailums          | Lettonia    | 73,77    | x        | 82,39    | 82,39  | Q    |
| 7    | A      | Andrian Mardare          | Moldavia    | 78,59    | 78,49    | 82,18    | 82,18  | Q    |
| 8    | B      | Artur Felfner            | Ucraina     | 81,74    | -        | -        | 81,74  | q    |
| 9    | B      | Marcin Krukowski         | Polonia     | 81,72    | -        | -        | 81,72  | q    |
| 10   | A      | Teuraiterai Tupaia       | Francia     | 80,63    | 79,29    | 81,46    | 81,46  | q    |
| 11   | B      | Lassi Etelätalo          | Finlandia   | 80,56    | 78,12    | 80,83    | 80,83  | q    |
| 12   | A      | Max Dehning              | Germania    | 74,13    | 80,52    | 77,52    | 80,52  | q    |
| 13   | A      | Dawid Wegner             | Polonia     | 72,61    | 79,35    | 76,98    | 79,35  |      |
| 14   | B      | Gatis Čakšs              | Lettonia    | 75,24    | x        | 79,22    | 79,22  |      |
| 15   | A      | Leandro Ramos            | Portogallo  | x        | 79,17    | 74,64    | 79,17  |      |
| 16   | B      | Cyprian Mrzygłód         | Polonia     | 77,93    | 77,87    | x        | 77,93  |      |
| 17   | B      | Alexandru Novac          | Romania     | 77,57    | x        | 73,92    | 77,57  |      |
| 18   | A      | Ioannis Kyriazis         | Grecia      | 77,54    | 73,96    | x        | 77,54  |      |
| 19   | A      | Timothy Herman           | Belgio      | 77,03    | 77,35    | 74,36    | 77,35  |      |
| 20   | B      | Sindri Hrafn Guðmundsson | Islanda     | 77,30    | 75,93    | x        | 77,30  |      |
| 21   | A      | Manu Quijera             | Spagna      | x        | 75,38    | 75,61    | 75,61  |      |
| 22   | A      | Kasper Sagen             | Norvegia    | 74,50    | x        | 72,89    | 74,50  |      |
| 23   | B      | Jakub Kubínec            | Slovacchia  | 72,16    | 69,00    | x        | 72,16  |      |
| 24   | A      | Norbert Rivasz-Tóth      | Ungheria    | 71,32    | 69,80    | x        | 71,32  |      |
| 25   | B      | Arthur Wiborg Petersen   | Danimarca   | x        | 71,20    | x        | 71,20  |      |
| 26   | A      | Dagbjartur Daði Jónsson  | Islanda     | 70,44    | x        | 68,09    | 70,44  |      |
| 27   | B      | György Herczeg           | Ungheria    | x        | x        | 65,00    | 65,00  |      |
|      | A      | Jaroslav Jílek           | Rep. Ceca   | x        | x        | x        | nm     |      |
|      | B      | Martin Konečný           | Rep. Ceca   | x        | x        | x        | nm     |      |
|      | B      | Rolands Štrobinders      | Lettonia    | x        | x        | x        | nm     |      |

### Finale
| Pos     | Atleta             | Nazionalità | 1ª prova | 2ª prova | 3ª prova | 4ª prova | 5ª prova | 6ª prova | Risultato | Note                                     |
| ------- | ------------------ | ----------- | -------- | -------- | -------- | -------- | -------- | -------- | --------- | ---------------------------------------- |
| Oro     | Jakub Vadlejch     | Rep. Ceca   | 81,26    | 79,44    | 84,66    | 83,40    | 79,47    | 88,65    | 88,65     | Miglior prestazione personale stagionale |
| Argento | Julian Weber       | Germania    | 85,94    | 80,12    | 82,21    | 82,43    | 80,80    | 84,62    | 85,94     |                                          |
| Bronzo  | Oliver Helander    | Finlandia   | 77,65    | x        | 85,75    | x        | –        | x        | 85,75     | Miglior prestazione personale stagionale |
| 4       | Edis Matusevičius  | Lituania    | 79,54    | 80,12    | 82,81    | 82,76    | 83,96    | 77,35    | 83,96     |                                          |
| 5       | Teuraiterai Tupaia | Francia     | 82,98    | –        | –        | r        |          |          | 82,98     |                                          |
| 6       | Lassi Etelätalo    | Finlandia   | 78,09    | 78,56    | 82,80    | –        | x        | x        | 82,80     | Miglior prestazione personale stagionale |
| 7       | Patriks Gailums    | Lettonia    | 78,11    | 75,90    | 82,28    | x        | 76,23    | x        | 82,28     |                                          |
| 8       | Artur Felfner      | Ucraina     | 81,38    | x        | x        | x        | x        | x        | 81,38     |                                          |
| 9       | Marcin Krukowski   | Polonia     | 80,06    | 81,24    | 79,48    |          |          |          | 81,24     |                                          |
| 10      | Toni Keränen       | Finlandia   | 78,41    | 76,69    | 80,76    |          |          |          | 80,76     |                                          |
| 11      | Andrian Mardare    | Moldavia    | 80,22    | 79,01    | x        |          |          |          | 80,22     |                                          |
| 12      | Max Dehning        | Germania    | 75,66    | 74,68    | 76,16    |          |          |          | 76,16     |                                          |